# Magsaysay (Palawan)
Magsaysay (Bayan ng Magsaysay) är en kommun i Filippinerna. Kommunen tillhör provinsen Palawan och utgör den östligaste av ögruppen Cuyos tre kommuner. Folkmängden uppgår till 10 885 invånare.
Magsaysay är indelat i 11 barangayer.